# Källdaggkåpa
Källdaggkåpa (Alchemilla glomulerans) är en apomiktisk biart till vanlig daggkåpa (Alchemilla vulgaris).

## Beskrivning
Som hos alla apomiktiska arter är blomman infertil, och frukten bildas på helt vegetativ väg. Avkomman får exakt samma genuppsättning som moderplantan, och kan därigen anses vara samma individ genom alla generationer.
Källdaggkåpan blir ca 4 dm hög. Bladen är håriga på bägge sidor och har 9 à 10 flikar, vardera med 13—19 tänder.
Blommorna är små, gula och sitter i täta klungor. Blomningstiden är maj—juni.

## Biotop
Källdaggkåpa växer, som namnet antyder, främst intill källdrag och bäckar.

## Utbredning
I Sverige finns källdaggkåpa från Dalarna och norrut längs Kölen upp till Torne lappmark. Ej vanlig i Norrlands inland och längs kusten i övre Norrland. Sällsynt kan den förekomma söderut ända till mitten på Götaland.
I norra och mellersta Norge förekommer källdaggkåpa från Kölen och ända till atlantkusten. På Island finns den längs alla kusterna. På Grönland enstaka fynd längst kusterna i sydväst och sydost. I Europa i övrigt i Schweiz.

## Förväxlingsarter
Två andra daggkåparter är ganska lika källdaggkåpa, nämligen tärnadaggkåpa (Alchemilla taernaënsis) och norddaggkåpa (Alchemilla boralis).

## Predation
Fjällvisslaren (Pyrgus andromedae Wallengren 1853) är predator till källdaggkåpan.

## Etymologi
- Alchemilla kommer av att man förr i tiden trodde att den lilla vattendroppe man tidigt på morgonen kan se i bladens mitt, var en viktig ingrediens för alkemisterna. Ordet alchemilla kan härledas från arabiska al kemelyeh = kemi [1]
- Glomelurans betyder såsom ett nystan, av latin glomus = nystan och avser bollar av tätt sittande blommor.

## Not
1. ↑  Elias Wessén: Våra ord, deras uttal och ursprung, Norstedts, Stockholm 1966